# Centese Calcio 1984-1985
Questa voce raccoglie le informazioni riguardanti la Centese Calcio nelle competizioni ufficiali della stagione 1984-1985.

## Rosa
| N. |                   | Ruolo | Calciatore            |
| -- | ----------------- | ----- | --------------------- |
|    | Italia (bandiera) | D     | Fabrizio Artioli      |
|    | Italia (bandiera) | C     | Michele Benfenati     |
|    | Italia (bandiera) | C     | Gianfranco Bramini    |
|    | Italia (bandiera) | A     | Edoardo Cleto         |
|    | Italia (bandiera) | D     | Roberto Codeluppi     |
|    | Italia (bandiera) | C     | Sergio Fava           |
|    | Italia (bandiera) | C     | Giordano Ferioli      |
|    | Italia (bandiera) | C     | Massimiliano Foschini |
|    | Italia (bandiera) | D     | Emilio Franchini      |
|    | Italia (bandiera) | P     | Valerio Fretta        |

| N. |                   | Ruolo | Calciatore          |
| -- | ----------------- | ----- | ------------------- |
|    | Italia (bandiera) | P     | Alessandro Frignani |
|    | Italia (bandiera) | A     | Massimo Ginelli     |
|    | Italia (bandiera) | C     | Corrado Ginesi      |
|    | Italia (bandiera) | D     | Sergio Giovani      |
|    | Italia (bandiera) | A     | Stefano Grimaldi    |
|    | Italia (bandiera) |       | Mazzoni             |
|    | Italia (bandiera) | A     | Massimo Mezzini     |
|    | Italia (bandiera) | C     | Andrea Ramponi      |
|    | Italia (bandiera) | C     | Fabrizio Tardini    |
|    | Italia (bandiera) | C     | Carlo Venè          |